# 德米特里·伊利内赫
德米特里·谢尔盖耶维奇·伊利内赫（俄语：Дмитрий Сергеевич Ильиных；1987年1月31日—）是一位俄羅斯排球運動員。他也是俄羅斯國家男子排球隊的一員，代表俄羅斯參加了2012年奧運會和2013年歐錦賽。